# Тренер року World Soccer
«Тренер року World Soccer» — щорічна футбольна нагорода, що вручається найкращому тренерові світу, який визначається шляхом опитування читачів авторитетного англійського журналу World Soccer починаючи з 1982 року.

### Переможці
- 1982 —  Енцо Беардзот, Італія (49 %)
- 1983 —  Зепп Піонтек, Данія (29 %)
- 1984 —  Мішель Гідальго, Франція (30 %)
- 1985 —  Террі Венейблз, Барселона (30 %)
- 1986 —  Гі Тіс, Бельгія (15 %)
- 1987 —  Йоган Кройф, Аякс (25 %)
- 1988 —  Рінус Міхелс, Нідерланди & Байєр (48 %)
- 1989 —  Арріго Саккі, Мілан (42 %)
- 1990 —  Франц Бекенбауер, ФРН & Марсель (53 %)
- 1991 —  Мішель Платіні, Франція (42 %)
- 1992 —  Ріхард Меллер-Нільсен, Данія (28 %)
- 1993 —  Алекс Фергюсон, Манчестер Юнайтед (21 %)
- 1994 —  Карлос Алберто Паррейра, Бразилія (17 %)
- 1995 —  Луї ван Гал, Аякс (42 %)
- 1996 —  Берті Фогтс, Німеччина (28 %)
- 1997 —  Оттмар Гіцфельд, Боруссія (Дортмунд) (17 %)
- 1998 —  Арсен Венгер, Арсенал (28 %)
- 1999 —  Алекс Фергюсон, Манчестер Юнайтед (60 %)
- 2000 —  Діно Дзофф, Італія (18 %)
- 2001 —  Жерар Ульє, Ліверпуль (28 %)
- 2002 —  Гус Гіддінк, Пд. Корея & ПСВ Ейндговен (28 %)
- 2003 —  Карло Анчелотті, Мілан (20 %)
- 2004 —  Жозе Моурінью, Порту & Челсі (36 %)
- 2005 —  Жозе Моурінью, Челсі (60.1 %)
- 2006 —  Марчелло Ліппі, Італія (36 %)
- 2007 —  Алекс Фергюсон, Манчестер Юнайтед (26 %)
- 2008 —  Алекс Фергюсон, Манчестер Юнайтед (38 %)
- 2009 —  Пеп Гвардіола, Барселона (62.1 %)
- 2010 —  Жозе Моурінью, Інтер & Реал Мадрид (48.3 %)
- 2011 —  Пеп Гвардіола, Барселона (33.1 %)
- 2012 —  Вісенте дель Боске, Іспанія (28.49 %)[1]
- 2013 —  Юпп Гайнкес, Баварія[2]
- 2014 —  Йоахім Лев, Німеччина[3]
- 2015 —  Луїс Енріке, Барселона[4]
- 2016 —  Клаудіо Раньєрі, Лестер Сіті
- 2017 —  Зінедін Зідан, Реал Мадрид
- 2018 —  Дідьє Дешам, Франція
- 2019 —  Юрген Клопп, Ліверпуль

### Призери
| Рік  | 1 місце                                               | 2 місце                                             | 3 місце                                      |
| ---- | ----------------------------------------------------- | --------------------------------------------------- | -------------------------------------------- |
| 1982 | Е. Беарзот (Італія; зб. Італії)                       | Т. Сантана (Бразилія; зб. Бразилії)                 | М. Ідальго (Франція; зб. Франції)            |
| 1983 | З. Піонтек (ФРН; зб. Данії)                           | Е. Гаппель (Австрія; «Гамбург»)                     | Н. Лідхольм (Швеція; «Рома»)                 |
| 1984 | М. Ідальго (Франція; зб. Франції)                     | Д. Феган (Англія; «Ліверпуль»)                      | З. Піонтек (ФРН; зб. Данії)                  |
| 1985 | Т. Венейблс (Англія; «Барселона»)                     | Г. Кендалл (Англія; «Евертон»)                      | Д. Трапаттоні (Італія; «Ювентус»)            |
| 1986 | Гі Тіс (Бельгія; зб. Бельгії)                         | В. Лобановський (СРСР; «Динамо» К. + зб. СРСР)      | К. Далгліш (Шотландія; «Ліверпуль»)          |
| 1987 | Й. Кройфф (Голландія; «Аякс»)                         | У. Латтек (Німеччина; «Байєрн»)                     | Л. Беенхаккер (Голландія; «Реал»)            |
| 1988 | Р. Міхелс (Голландія; зб. Голландії + «Байєр» Л.)     | Д. Чарльтон (Англія; зб. Ірландії)                  | А. Саккі (Італія; «Мілан»)                   |
| 1989 | А. Саккі (Італія; «Мілан»)                            | С. Лазароні (Бразилія; «Парана» + зб. Бразилії)     | Д. Грем (Шотландія; «Арсенал»)               |
| 1990 | Ф. Беккенбауер (Німеччина; зб. Німеччини + «Марсель») | Б. Мілутинович (СФРЮ; зб. Коста-Рики)               | К. Білардо (Аргентина; зб. Аргентини)        |
| 1991 | М. Платіні (Франція; зб. Франції)                     | В. Бошков (Югославія; «Сампдорія»)                  | А. Басіле (Аргентина; зб. Аргентини)         |
| 1992 | Р. Мьоллер-Нільсен (Данія; зб. Данії)                 | Й. Кройфф (Голландія; «Барселона»)                  | Ф. Капелло (Італія; «Мілан»)                 |
| 1993 | А. Фергюсон (Шотландія; «Манчестер Юнайтед»)          | Н. Скала (Італія; «Парма»)                          | Р. Ходжсон (Англія; зб. Швейцарії)           |
| 1994 | К. А. Паррейра (Бразилія; зб. Бразилії + «Валенсія»)  | Ф. Капелло (Італія; «Мілан»)                        | А. Фергюсон (Шотландія; «Манчестер Юнайтед») |
| 1995 | Л. ван Гааль (Голландія; «Аякс»)                      | М. Ліппі (Італія; «Ювентус»)                        | Н. Скала (Італія; «Парма»)                   |
| 1996 | Б. Фогтс (Німеччина; зб. Німеччини)                   | А. Фергюсон (Шотландія; «Манчестер Юнайтед»)        | Р. Антич (Югославія; «Атлетико»)             |
| 1997 | О. Хітцфельд (Німеччина; «Боруссія» Др.)              | Г. Ходдл (Англія; зб. Англії)                       | М. Ліппі (Італія; «Ювентус»)                 |
| 1998 | А. Венгер (Франція; «Арсенал»)                        | Е. Жаке (Франція; зб. Франції)                      | М. Ліппі (Італія; «Ювентус»)                 |
| 1999 | А. Фергюсон (Шотландія; «Манчестер Юнайтед»)          | А. Дзаккероні (Італія; «Мілан»)                     | Л. ван Гааль (Голландія; «Барселона»)        |
| 2000 | Д. Дзофф (Італія; зб. Італії)                         | С.-Й. Ерікссон (Швеція; «Лаціо»)                    | Р. Лемерр (Франція; зб. Франції)             |
| 2001 | Ж. Ульє (Франція; «Ліверпуль»)                        | О. Хітцфельд (Німеччина; «Байєрн»)                  | С.-Й. Ерікссон (Швеція; зб. Англії)          |
| 2002 | Г. Хіддінк (Голландія; зб. Південної Кореї + ПСВ)     | Л. Ф. Сколарі (Бразилія; зб. Бразилії)              | А. Венгер (Франція; «Арсенал»)               |
| 2003 | К. Анчелотті (Італія; «Мілан»)                        | М. Ліппі (Італія; «Ювентус»)                        | Ж. Моуриньо (Португалія; «Порту»)            |
| 2004 | Ж. Моуриньо (Португалія; «Порту» + «Челсі»)           | О. Рехагель (Німеччина; зб. Греції)                 | А. Венгер (Франція; «Арсенал»)               |
| 2005 | Ж. Моуриньо (Португалія; «Челсі»)                     | Р. Бенітес (Іспанія; «Ліверпуль»)                   | Ф. Райкаард (Голландія; «Барселона»)         |
| 2006 | М. Ліппі (Італія; зб. Італії)                         | Ф. Райкаард (Голландія; «Барселона»)                | Ю. Клінсманн (Німеччина; зб. Німеччини)      |
| 2007 | А. Фергюсон (Шотландія; «Манчестер Юнайтед»)          | Х. Рамос (Іспанія; «Севілья» + «Тоттенхем Хотспур») | К. Анчелотті (Італія; «Мілан»)               |
| 2008 | А. Фергюсон (Шотландія; «Манчестер Юнайтед»)          | Л. Арагонес (Іспанія; зб. Іспанії)                  | Д. Адвокаат (Голландія; «Зеніт»)             |
| 2009 | Х. Гвардіола (Іспанія; «Барселона»)                   | Ф. Магат (Німеччина; «Вольфсбург» + «Шальке»)       | А. Фергюсон (Шотландія; «Манчестер Юнайтед») |
| 2010 | Ж. Моуриньо (Португалія; «Інтер» + «Реал»)            | В. Дель Боске (Іспанія; зб. Іспанії)                | О. Табарес (Уругвай; зб. Уругваю)            |
| 2011 | Х. Гвардіола (Іспанія; «Барселона»)                   | О. Табарес (Уругвай; зб. Уругваю)                   | А. Фергюсон (Шотландія; «Манчестер Юнайтед») |
| 2012 | В. Дель Боске (Іспанія; зб. Іспанії)                  | Ж. Моуриньо (Португалія; «Реал»)                    | Р. Ді Маттео (Італія; «Челсі»)               |
| 2013 | Ю. Хайнкес (Німеччина; «Байєрн»)                      | Ю. Клопп (Німеччина; «Боруссія» Др.)                | Д. Сімеоне (Аргентина; «Атлетико»)           |
| 2014 | Й. Льов (Німеччина; зб. Німеччини)                    | Д. Сімеоне (Аргентина; «Атлетико»)                  | К. Анчелотті (Італія; «Реал»)                |
| 2015 | Л. Енріке (Іспанія; «Барселона»)                      | Х. Сампаолі (Чилі; зб. Чилі)                        | Х. Гвардіола (Іспанія; «Байєрн»)             |
| 2016 | К. Раньєрі (Італія; «Лестер Сіті»)                    | Ф. Сантос (Португалія; зб. Португалії)              | Д. Сімеоне (Аргентина; «Атлетико»)           |
| 2017 | З. Зідан (Франція; «Реал»)                            | Х. Гвардіола (Іспанія; «Манчестер Сіті»)            | Тіте (Бразилія; зб. Бразилії)                |
| 2018 | Д. Дешам (Франція; зб. Франції)                       | З. Зідан (Франція; «Реал»)                          | З. Далич (Хорватія; зб. Хорватії)            |
| 2019 | Ю. Клопп (Німеччина; «Ліверпуль»)                     | Х. Гвардіола (Іспанія; «Манчестер Сіті»)            | Ж. Жезус (Португалія; «Фламенго»)            |
| 2020 | Г.-Д. Флік (Німеччина; «Байєрн»)                      | Ю. Клопп (Німеччина; «Ліверпуль»)                   | Ж. П. Гасперині (Італія; «Аталанта»)         |

### Багаторазові переможці
|   | Гравець        | Перемоги |
| - | -------------- | -------- |
| 1 | Алекс Фергюсон | 4        |
| 2 | Жозе Моурінью  | 3        |
| 3 | Пеп Гвардіола  | 2        |

### Переможці за країнами
|   | Країна     | Перемоги |
| - | ---------- | -------- |
| 1 | Німеччина  | 7        |
| 2 | Італія     | 6        |
| = | Франція    | 6        |
| 4 | Нідерланди | 4        |
| = | Шотландія  | 4        |
| = | Іспанія    | 4        |
| 7 | Португалія | 3        |
| 8 | Бельгія    | 1        |
| = | Англія     | 1        |
| = | Данія      | 1        |
| = | Бразилія   | 1        |

## Інші нагороди World Soccer
- Гравець року
- Команда року